# Patriarca de toda Bulgaria
El Patriarca de toda Bulgaria es el Patriarca de la Iglesia ortodoxa búlgara. El patriarcado búlgaro fue restablecido en 1953.

## Historia
Tras dos victorias decisivas sobre los bizantinos en Aqueloo (cerca de la actual ciudad de Burgas) y Katasyrtai (cerca de Constantinopla), el autónomo arzobispado búlgaro fue proclamada autocéfalo y elevada al rango de Patriarcado en un consejo eclesiástico y nacional que se celebró en 919. Después Bulgaria y el Imperio Bizantino en el año 927 firmaron un tratado de paz concluyendo la incesante guerra de 20 años entre ellos, el Patriarcado de Constantinopla reconoció el estatus autocéfalo de la Iglesia ortodoxa búlgara, y reconoció su dignidad patriarcal. Por lo tanto, el Patriarcado de Bulgaria se convirtió en la quinta Iglesia ortodoxa autocéfala después de los patriarcados de Constantinopla, Alejandría, Antioquía y Jerusalén. La sede del Patriarcado fue la nueva capital búlgara de Preslav aunque el patriarca es probable que haya residido en la ciudad de Drastar (Silistra), un viejo centro cristiano famosa por sus mártires y tradiciones cristianas.
Después de la caída de Tarnovo bajo los otomanos en 1393 y el envío del Patriarca Eutimio al exilio, fue destruida la organización de la iglesia autocéfala. La diócesis búlgara estuvo subordinada al Patriarcado Ecuménico de Constantinopla.
Condiciones para la restauración del Patriarcado búlgaro se crearon después de la Segunda Guerra Mundial. En 1945 el Patriarca Ecuménico de Constantinopla reconoció la autocefalía de la Iglesia búlgara. En 1950, el Santo Sínodo aprobó un nuevo estatuto que allanó el camino para la restauración del Patriarcado y en 1953, fue elegido el metropolitano de Plovdiv, Cirilo, patriarca de Bulgaria. Después de la muerte del patriarca Cirilo en el año 1971, la Iglesia eligió en su lugar a Máximo, el metropolitano de Lovech, hasta que murió en 2012 . El actual patriarca de Bulgaria es Daniel.